# 1926 na música

## Música

### Estreias
- 9 de Abril - Amériques, de Edgard Varèse
- 25 de Abril - Turandot (ópera), de Giacomo Puccini no Teatro La Scala.
- 7 de Maio - Les malheurs d'Orphée (ópera), de Darius Milhaud
- 26 de Junho - Sinfonietta, de Leoš Janáček
- 16 de Outubro - Háry János (ópera), de Zoltán Kodály
- 21 de Outubro - Concerto para flauta, de Carl Nielsen
- 4 de Novembro - Concerto para cravo, de Manuel de Falla
- 9 de Novembro - Cardillac (ópera), de Paul Hindemith
- 27 de Novembro - O mandarim maravilhoso (ballet), de Béla Bartók
- 15 de Dezembro - Choro No. 10, de Heitor Villa-Lobos
- 18 de Dezembro - O caso Makropulos (ópera), de Leoš Janáček

### Composições e trabalhos publicados
- Béla Bartók - Concerto para piano e Sonata para piano
- Darius Milhaud - Le pauvre matelot (ópera)
- Jean Sibelius - Tapiola
- Igor Stravinsky - Pater Nostrer
- Heitor Villa-Lobos - Choro No. 4, Choro No. 5, "Alma brasileira" e Choro No. 6
- Anton Webern - Dois lieder, Op. 19

## Nascimentos
| Data          | Nome                     | Profissão                     | Nacionalidade  | Observações | Ref |
| ------------- | ------------------------ | ----------------------------- | -------------- | ----------- | --- |
| 16 de março   | Jerry Lewis              | ator, comediante e realizador | Estados Unidos | m. 2017     |     |
| 26 de Maio    | Miles Davis              | compositor e trompetista      | Estados Unidos | m. 1991     |     |
| 26 de Maio    | Maria de Lourdes Martins | compositora e pianista        | Portugal       | m. 2009     |     |
| 3 de Agosto   | Tony Bennett             | cantor                        | Estados Unidos | m. 2023     |     |
| 18 de Outubro | Chuck Berry              | músico                        | Estados Unidos | m. 2017     |     |
| ?             | Eleonore Schoenfeld      | violoncelista                 | Eslováquia     | m. 2007     |     |

## Mortes
| Data | Nome | Profissão | Nacionalidade | Observações | Ref |
| ---- | ---- | --------- | ------------- | ----------- | --- |